# Krhotine – Kronika jednog nestajanja (1991.)
Krhotine – Kronika jednog nestajanja, hrvatski dugometražni film iz 1991. godine. Debitantsko djelo redatelja Zrinka Ogreste koje je 1991. izabrano među pet najboljih filmova mladih filmskih autora u kategoriji Youth European film of the Year u nadmetanju za Europsku filmsku nagradu (Berlin, 1991.).